# Élections sénatoriales de 2020 en Caroline du Sud
Les élections sénatoriales de 2020 en Caroline du Sud ont lieu le 3 novembre 2020 afin d'élire les 46 membres du Sénat de l'État américain de Caroline du Sud.
Les élections sont remportées par le Parti républicain, qui accroit sa majorité.

## Système électoral
Le Sénat de Caroline du Sud est la chambre haute de son parlement bicaméral. Il est composé de 46 sièges pourvus pour quatre ans au scrutin uninominal majoritaire à un tour dans autant de circonscriptions.

## Résultats
|       | Parti républicain (R) | 30 | 3             |  |  |  |
|       | Parti démocrate (D)   | 16 | 3             |  |  |  |
|       |                       |    |               |  |  |  |
| Total | Total                 | 46 | en stagnation |  |  |  |